# Rasac d'Eila
Rasac d'Eila (en francès Razac-sur-l'Isle) és un municipi francès situat al departament de la Dordonya i a la regió de la Nova Aquitània.

## Demografia
| 1962                                       | 1968  | 1975  | 1982  | 1990  | 1999  | 2007  |
| ------------------------------------------ | ----- | ----- | ----- | ----- | ----- | ----- |
| 1.218                                      | 1.364 | 1.702 | 2.062 | 2.212 | 2.274 | 2.422 |
| Des de 1962: població sense dobles comptes |       |       |       |       |       |       |

## Administració
| Període   | Identitat                | Partit        |
| --------- | ------------------------ | ------------- |
| 1919-1929 | Joseph Parrot-Lagarennes |               |
| 1929-1964 | Roger Gauthier           |               |
| 1964-1995 | Roger Noudier            | PS            |
| 1995-     | Jean-Guy Nasseys         | Divers gauche |